# Ľ

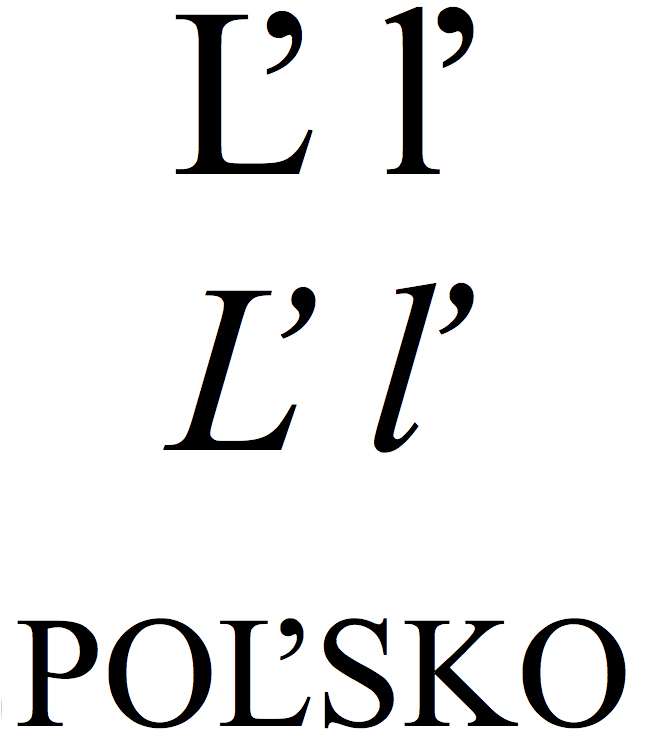
Velké a malé písmena Ľ a ľ psané latinkou. Jako příklad uvedeno slovo ‘Poľsko’.

Ľ (minuskule ľ) je písmeno latinky. Vyskytuje se v abecedě slovenštiny jako tzv. „měkké l“ (např. led – ľad), votštiny a některých dialektů romštiny. Znak je složen z písmene L a malého háčku, který je podobný apostrofu (stejný případ je i u českých písmen ď a ť). V češtině se s ním můžeme setkat ve slovenských slovech, například ve jméně Ľudmila (slovenská varianta jména Ludmila). Vyslovuje se jako palatální laterální aproximanta /ʎ/. Měkké ľ jako hláska se vyskytuje i v nářečích češtiny - na Valašsku, na Slovácku mimo Podluží, na Hané mimo západní část, na Lašsku a ve Slezsku. (Standardní spisovné české l je střední (l).)
V Unicode je pro Ľ kód U+013D a pro ľ kód U+013E. V HTML se značí jako &#319 (Ľ) a &#318 (ľ).